# Усть-Юган
Усть-Юган — посёлок в Нефтеюганском районе Ханты-Мансийского АО. Административный центр сельского поселения Усть-Юган.
Расстояние до административного центра района г. Нефтеюганска − 48 км.
Посёлок Усть-Юган возник во время строительства ж.-д. магистрали «Тюмень — Тобольск — Сургут». Имеется железнодорожная станция с одноимённым названием Облик посёлка за последние годы очень изменился: новые дома, библиотека, сберкасса, отделение связи, асфальтированная дорога, часовня. Введена в эксплуатацию новая котельная.

## Население
| 2008 | 2010 |
| ---- | ---- |
| 888  | ↘734 |

Численность населения:
| № | состав населения                                            | кол-во жителей (чел.), 01.01.2008 | кол-во жителей (чел.), 01.01.2017 |
| - | ----------------------------------------------------------- | --------------------------------- | --------------------------------- |
| 1 | дошкольного возраста (до семи лет)                          | 62                                | 187                               |
| 2 | школьники (от семи до семнадцати лет)                       | 142                               | 246                               |
| 3 | молодежь (до тридцати лет)                                  | 244                               | 316                               |
| 4 | среднего возраста (от тридцати лет до пенсионного возраста) | 319                               | 377                               |
| 5 | пенсионного возраста                                        | 121                               | 560                               |
| 6 | Численность населения всего:                                | 888                               | 1686                              |

## История
- 1969 год-это дата образования посёлка строительно-монтажным поездом № 384 объединения «Тюменьстройпуть». Появляются первые балки и строительные вагончики. Студенческим строительным отрядом "Альтаир" Харьковского авиационного института летом 1969 года построены: пекарня, овощехранилище, клуб (под крышу), 3 жилых здания барачного типа, собрано 7 щитовых домов, в том числе школа. Стройотрядом Харьковского политехнического института построена теплотрасса.
- 16 декабря 1971 года была создана администрация Усть-Юганского сельсовета.
- В 1972 году был создан исполком Усть-Юганского сельсовета, подразделение Сургутского райисполкома.
- 23 июля 1980 года посёлок передан в ведение Нефтеюганского райисполкома
- 4 января 1991 года был упразднён исполком Усть-Юганского Сельсовета. Создана администрация сельсовета.[5] Советы были реформированы, их замещает местная администрация.[6]
- 1 сентября 1999 года открыта новая средняя школа.

В 2005 году образовано муниципальное образование сельское поселение Усть-Юган с собственными депутатами.

## Экономика
В посёлке есть одноимённая железнодорожная станция.
В поселке имеются и ряд крупных предприятий МУП ПУТВС, МУП Электросвязь, Средняя школа, детский сад,